# Tarantella (2021)
Tarantella ist ein Spielfilm von Nuno-Miguel Wong über das moralische Dilemma eines Mitgliedes der kalabrischen ’Ndrangheta in Deutschland.

## Handlung
Als die Tegano-Brüder einen Bauunternehmer erpressen, geraten die beiden in die Fänge der italienischen Baumafia in München. Um seine Zugehörigkeit zu beweisen, muss Antonio Tegano auf Befehl des Oberhauptes Domenico den eigenen Bruder töten. Antonio ist hin- und hergerissen zwischen seiner Loyalität Domenico gegenüber und seiner eigenen Blutsfamilie.

## Produktion
Das Filmprojekt erhielt eine Nachwuchsförderung vom FilmFernsehFonds Bayern. Gedreht wurde im Frühjahr 2017 in München und Umgebung.
Die Veröffentlichung des Films erfolgte am 21. Januar 2021 auf Amazon Prime.